# Hans Gillhaus
Hans Gillhaus, nizozemski nogometaš, * 5. november 1963.
Za nizozemsko reprezentanco je odigral 9 uradnih tekem in dosegel dva gola.